# Raspberry Island
Raspberry Island je maleni niski otočić u otočju Apostle pred wisconsinskom obalom u jezeru Superior. Administrativno pripada okrugu Bayfield. Otok je u potpunosti prekriven šumom, a na južnoj obali izgrađen je 1863. svjetionik Raspberry Island Lighthouse i manje pristanište za čamce. Na istočnoj obali otoka nalazi se manja plaža. Jedini su stanovnici otoka svjetioničar i njegova obitelj. Površina: 116,39 hektara (287.6 akera).